# Ilja Ivanov
Ilja Ivanov (* 24. Juli 2003 in Kuopio) ist ein finnischer Volleyballspieler.

## Karriere
Ilja Ivanov ist der jüngere Bruder von Fedor Ivanov. Seine eigene Karriere begann er bei Pielaveden Sampo. Mit den finnischen Junioren nahm er 2019 an der U17-Europameisterschaft teil. 2021 wechselte der Zuspieler zu Savo Volley. Mit dem Verein gewann er 2022 den finnischen Pokal und wurde Vizemeister. Das Team spielte im CEV-Pokal 2022/23 und erreichte im nationalen Pokal das Halbfinale. 2023 wechselte Ivanov zu Akaa Volley. Mit Akaa kam er im Challenge Cup 2023/24 ins Final Four und wurde Vizemeister. 2025 gelang dem Verein das Double aus Pokalsieg und Meisterschaft. Danach wurde Ivanov vom deutschen Bundesligisten Helios Grizzlys Giesen verpflichtet, für den bereits sein Bruder gespielt hatte.